# Berriac
Berriac és un municipi francès, situat al departament de l'Aude i a la regió d'Occitània.
Berriac es troba a la zona periurbana de Carcassona a 5 km a l'est d'aquesta ciutat, en un meandre del riu Aude. A poca distància al sud de Berriac passa la carretera N113 que uneix Carcassona i Narbona.

## Personalitats vinculades al municipi
Bernat de Berriac (Rosselló, vers 1270 - Barcelona, 1348), metge dels reis de Mallorca i traductor en català, de família originària de Berriac.